# José María Laviña Rodríguez
José María Laviña Rodríguez (Oviedo, Asturias, 16 de noviembre de 1964) es un diplomático español. Embajador de España en Guatemala (desde 2020) y en Belice (desde 2021).

## Carrera diplomática
Tras licenciarse en Derecho, en el Instituto Católico de Administración y Dirección de Empresas (ICADE); en Ciencias Políticas en la Universidad Complutense de Madrid y en Geografía e Historia en la Universidad Nacional de Educación a Distancia, ingresó en la Escuela Diplomática (1990). 
A lo largo de su carrera diplomática ha sido: Consejero Técnico de asuntos de la Unión Europea, Vocal asesor en el gabinete del Ministro de Asuntos Exteriores, Asesor en la Unidad de Coordinación del Consejo de Seguridad de Naciones Unidas, subdirector general de Europa Oriental y Asia Central; y subdirector general de Personal del Ministerio de Asuntos Exteriores, Unión Europea y Cooperación (2017-2020).
Ha estado destinado en las embajadas de España en Lagos (Nigeria), El Cairo (Egipto), y Ciudad de México; en el Consulado General de España en Caracas, y en la Representación Permanente ante la Unión Europea.
Es Embajador del Reino de España en Guatemala (desde 2020), y en Belice (desde 2021). Laviña se ha propuesto trabajar desde la embajada española en tres ejes: la lucha contra la desnutrición infantil, la erradicación de la violencia de género y el fortalecimiento institucional reforzando a las instituciones que luchan contra la corrupción.